# زردپی خم‌کننده مشترک
زردپی خم‌کننده مشترک یا تاندون فلکسور مشترک (Common flexor tendon) زردپی‌ای است که به اپی‌کوندیل داخلی بازو (قسمت پایینی استخوان بازو که نزدیک مفصل آرنج است) می‌چسبد.
این زردپی به عنوان نقطه اتصال بالایی برای ماهیچه‌های سطحی جلوی ساعد، یعنی این ماهیچه‌ها، عمل می‌کند:
- ماهیچه خم‌کننده مچ به زند زیرین (فلکسور کارپی اولناریس)
- ماهیچه دراز کف‌دستی (پالماریس لونگوس)
- ماهیچه خم‌کننده مچ به زند زبرین (فلکسور کارپی رادیالیس)
- ماهیچه درون‌گردان گرد (پروناتور ترز)
- ماهیچه خم‌کننده سطحی انگشتان دست